# 第69次長期滞在
第69次長期滞在は69回目の国際宇宙ステーションでの長期滞在。2023年3月のソユーズMS-22の出発で開始され、ロシア人宇宙飛行士セルゲイ・プロコピエフが第68次長期滞在から引き続いて指揮をとっていた。2023年9月27日のソユーズMS-23での出発で終了した。

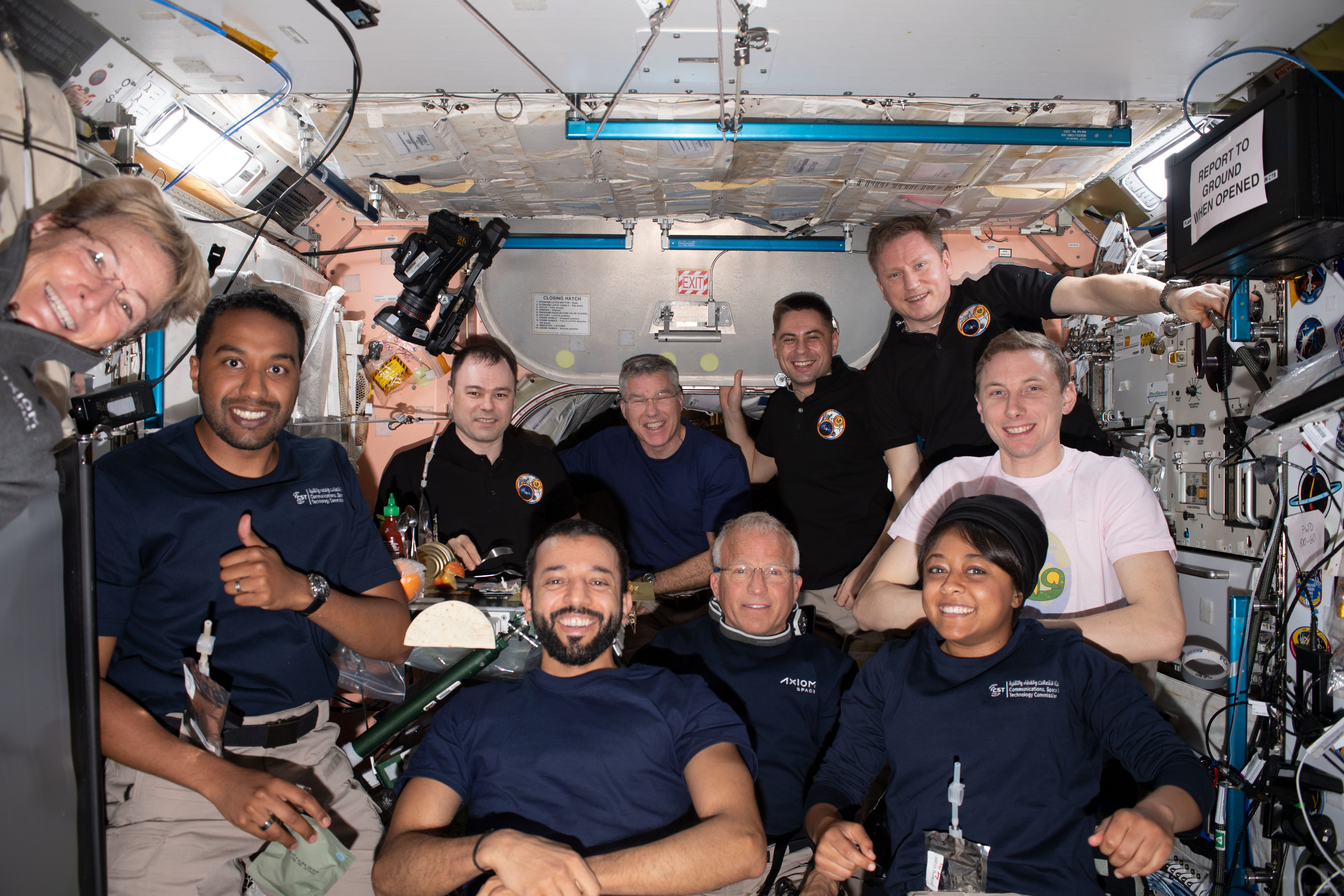
ユニティモジュールで、アクシオム ミッション2のメンバーとともにスルタン・アル・ネヤディの誕生日を祝うディナーを楽しむ第69次長期滞在のクルー（NASAの宇宙飛行士フランシスコ・ルビオは映っていない）

## 背景、クルー、イベント
当初、この長期滞在はプロコピエフとソユーズMS-22/23の2名の搭乗者であるロシアのドミトリー・ペテリンとアメリカのフランシスコ・ルビオ、さらにスペースX Crew-6で2023年3月2日に打ち上げられ、ソユーズMS-22のクルーと共に第68次長期滞在から移行したやはりアメリカのスティーヴン・ボーエンとウォーレン・ホバーグ、アラブ首長国連邦のスルタン・アル・ネヤディ、ロシアの飛行士アンドレイ・フェジャーエフで構成されていた。ソユーズMS-22に搭乗しての帰還は2022年12月に発生した冷却剤漏れのために最終的に中止となった。このため、ソユーズMS-22は無人で帰還し、その代わりに帰還用のソユーズMS-23が無人で打ち上げられた。MS-22/23のクルーは2023年９月27日に帰還し、第69次長期滞在は終了するが、3名はミッションが延長されたことから一年以上を宇宙空間で過ごした。
この飛行計画の変更はアメリカ側のクルーローテーション計画には影響を与えないため、スペースX Crew-5のクルーは、第68次長期滞在中の2023年2月にスペースX Crew-6のクルーと交代した。
これまで、2020年に帰還したフライト以降のUSクルーの引き継ぎは、公式に長期滞在を変更するソユーズの引き継ぎが行われた後、約2～3週間後の新しい長期滞在中に行われていた。しかし、今回の引き継ぎでは、ソユーズMS-22の出発日である3月28日の前に交換が行われた。初期のアメリカの引き継ぎは、ソユーズMS-22の2022年12月の冷却剤リーク前のマニフェストの一部であった。
その後、クルーはNASAの宇宙飛行士ジャスミン・モグベリ、デンマークの宇宙飛行士アンドレアス・モーゲンセン、日本の古川聡、ロシアのコンスタンチン・ボリソフからなるスペースX Crew-7のクルーおよびロシアの宇宙飛行士オレグ・コノネンコ、ニコライ・チュブ（この2名は1年間を超えるISSミッションに参加）とアメリカの宇宙飛行士ローラル・オハラからなるソユーズ MS-24のクルーによって補充された。宇宙ステーションには元NASAの宇宙飛行士ペギー・ウィットソン（以前、第16次長期滞在と第51次長期滞在の2度に渡ってステーションを指揮した）、ジョン・ショフナー、アリ・アルカルニおよびラヤナ・バルナウィで構成される長期滞在以外のアクシオム ミッション2のクルーも訪問した。

## 時系列[要出典]
以前：第68次長期滞在
2023年3月28日 - ソユーズMS-22が無人でドッキング解除、公式に第68次長期滞在から移行
2023年4月6日 - ソユーズMS-23 再ドッキング
2023年4月15日 - CRS SpX-27 ドッキング解除
2023年4月16日 - EVA 1 (VKD-56) 7時間55分
2023年4月16日 - MLM1の艤装品、Rtod追加放熱機をラスヴェットモジュールからナウカMLM-Uモジュールに移設
2023年4月21日 - CRS シグナス NG-18 係留解除
2023年4月21日 - CRS シグナス NG-18 離脱
2023年4月28日 - EVA 2 (US-86) 7時間1分
2023年5月3日-4日 - EVA 3 (VKD-57) 7時間11分
2023年5月4日 - MLM1の艤装品、実験用エアロック、ShKをラスヴェットモジュールからナウカMLM-Uモジュール前方側に移設
2023年5月6日 - スペースX Crew-6 再ドッキング
2023年5月12日 - EVA 4 (VKD-58) 5時間14分
2023年5月22日 - アクシオム ミッション2 ドッキング（非長期滞在クルー）
2023年5月24日 - プログレス MS-23/84P ドッキング
2023年5月30日 - アクシオム ミッション2 ドッキング解除（非長期滞在クルー）
2023年6月1日 - スペースX CRS-28 ドッキング
2023年6月9日 – EVA 5（US EVA-87）：6時間3分、アレイ1Aへの5基目のiROSAの設置
2023年6月15日 – EVA 6（US EVA-88）：5時間35分、アレイ1Bへの6基目のiROSAの設置
2023年6月22日 – EVA 7（VKD-59）：6時間24分
2023年6月29日 - スペースX CRS-28 ドッキング解除
2023年8月4日- CRS シグナス NG-19 捕捉および係留
2023年8月9日 – EVA 8（VKD-60）：6時間35分
2023年8月9日 – ナウカ外部施設の移設：欧州ロボットアームのポータブル・ワークポストをラスヴェットからナウカへ移動
2023年8月20日 – プログレス MS-22/83P ドッキング解除
2023年8月25日 – プログレス MS-24/85P ドッキング
2023年8月27日 – スペースX Crew-7 ドッキング
2023年9月3日 – スペースX Crew-6 ドッキング解除
2023年9月15日 - ソユーズ MS-24 ドッキング
2023年9月27日 - ソユーズ MS-23 ドッキング解除、公式に第70次長期滞在に移行
以降：第70次長期滞在

## クルー
| フライト                                      | 飛行士                                         | 第1期                 | 第2期                | 第3期                | 第4期                 | 第70次への移行     |        |
| フライト                                      | 飛行士                                         | 2023年3月28日-8月27日 | 2023年8月27日-9月3日 | 2023年9月3日-9月15日 | 2023年9月15日-9月27日 | 2023年9月27日      |        |
| --------------------------------------------- | ---------------------------------------------- | --------------------- | -------------------- | -------------------- | --------------------- | ------------------ | ------ |
| ソユーズ MS-23 （ソユーズ MS-22宇宙船で到着） | セルゲイ・プロコピエフ、ロスコスモス 2回目     | 指揮官                | 指揮官               | 指揮官               | 指揮官                | 帰還後             |        |
| ソユーズ MS-23 （ソユーズ MS-22宇宙船で到着） | ドミトリー・ペテリン、ロスコスモス 1回目       | フライトエンジニア    | フライトエンジニア   | フライトエンジニア   | フライトエンジニア    | 帰還後             |        |
| ソユーズ MS-23 （ソユーズ MS-22宇宙船で到着） | フランシスコ・ルビオ、NASA 1回目               | フライトエンジニア    | フライトエンジニア   | フライトエンジニア   | フライトエンジニア    | 帰還後             |        |
| スペースX Crew-6                              | スティーヴン・ボーエン、NASA 4回目             | フライトエンジニア    | フライトエンジニア   | 帰還後               | 帰還後                | 帰還後             | 帰還後 |
| スペースX Crew-6                              | ウォーレン・ホバーグ、NASA 1回目               | フライトエンジニア    | フライトエンジニア   | 帰還後               | 帰還後                | 帰還後             | 帰還後 |
| スペースX Crew-6                              | スルタン・アル・ネヤディ、MBRSC 1回目          | フライトエンジニア    | フライトエンジニア   | 帰還後               | 帰還後                | 帰還後             | 帰還後 |
| スペースX Crew-6                              | アンドレイ・フェジャーエフ、ロスコスモス 1回目 | フライトエンジニア    | フライトエンジニア   | 帰還後               | 帰還後                | 帰還後             | 帰還後 |
| スペースX Crew-7                              | ジャスミン・モグベリ、NASA 1回目               | 搭乗前                | フライトエンジニア   | フライトエンジニア   | フライトエンジニア    | フライトエンジニア |        |
| スペースX Crew-7                              | アンドレアス・モーゲンセンESA 2回目            | 搭乗前                | フライトエンジニア   | フライトエンジニア   | フライトエンジニア    | 指揮官             |        |
| スペースX Crew-7                              | 古川聡、JAXA 2回目                             | 搭乗前                | フライトエンジニア   | フライトエンジニア   | フライトエンジニア    | フライトエンジニア |        |
| スペースX Crew-7                              | コンスタンチン・ボリソフ、ロスコスモス 1回目   | 搭乗前                | フライトエンジニア   | フライトエンジニア   | フライトエンジニア    | フライトエンジニア |        |
| ソユーズ MS-24                                | オレグ・コノネンコ、ロスコスモス 5回目         | 搭乗前                | 搭乗前               | 搭乗前               | フライトエンジニア    | フライトエンジニア |        |
| ソユーズ MS-24                                | ニコライ・チュブ、ロスコスモス 1回目           | 搭乗前                | 搭乗前               | 搭乗前               | フライトエンジニア    | フライトエンジニア |        |
| ソユーズ MS-24                                | ローラル・オハラ、NASA 1回目                   | 搭乗前                | 搭乗前               | 搭乗前               | フライトエンジニア    | フライトエンジニア |        |
| 出典：                                        |                                                |                       |                      |                      |                       |                    |        |

## 宇宙船目録
| 宇宙船                                         | 目的                                           | ポート                                         | ドッキング/捕捉日                              | 離脱日 （第69次長期滞在中であれば）            |
| 第67次および第68次長期滞在から引き継いだ宇宙船 | 第67次および第68次長期滞在から引き継いだ宇宙船 | 第67次および第68次長期滞在から引き継いだ宇宙船 | 第67次および第68次長期滞在から引き継いだ宇宙船 | 第67次および第68次長期滞在から引き継いだ宇宙船 |
| ---------------------------------------------- | ---------------------------------------------- | ---------------------------------------------- | ---------------------------------------------- | ---------------------------------------------- |
| CRS シグナス NG-18 サリー・ライド              | アメリカの貨物船                               | ユニティ 天底側                                | 2022年11月9日（第68次）                        | 2023年4月21日                                  |
| プログレス MS-22/83P                           | ロシアの貨物船                                 | ズヴェズダ 後方側                              | 2023年2月11日（第68次）                        | ドッキング中                                   |
| ソユーズ MS-23/69S                             | 第67/68/69次長期滞在クルーの帰還               | MRM2 天頂側                                    | 2023年2月24日（第68次）                        | 2023年4月6日（ドッキングポート変更）           |
| スペースX Crew-6                               | 第68/69次長期滞在のクルー                      | ハーモニー 天頂側                              | 2023年2月28日（第68次）                        | 2023年5月6日                                   |
| CRS ドラゴン SpX-27                            | アメリカの貨物船                               | ハーモニー 前方側                              | 2023年3月16日（第68次）                        | 2023年4月16日                                  |
| 第69次長期滞在中にドッキングした宇宙船         |                                                |                                                |                                                |                                                |
| ソユーズ MS-23/69S                             | 第67/68/69次長期滞在クルーの帰還               | プリチャル 天底側                              | 2023年4月6日（再ドッキング）                   | 2023年9月27日                                  |
| スペースX Crew-6                               | 第68/69次長期滞在のクルー                      | ハーモニー 前方側                              | 2023年5月6日（再ドッキング）                   | 2023年9月3日                                   |
| アクシオム ミッション2                         | 商業ミッションの訪問                           | ハーモニー 天頂側                              | 2023年5月22日                                  | 2023年5月30日                                  |
| プログレス MS-23/84P                           | ロシアの貨物船                                 | MRM2 天頂側                                    | 2023年5月24日                                  | 2023年11月29日（第70次長期滞在）               |
| CRS ドラゴン SpX-28                            | アメリカの貨物船                               | ハーモニー 前方側                              | 2023年6月6日                                   | 2023年6月29日                                  |
| CRS シグナス NG-19 "ローレル・クラーク"        | アメリカの貨物                                 | ユニティ 天底側                                | 2023年8月4日                                   | 2023年12月22日（第70次長期滞在）               |
| プログレス MS-24/85P                           | ロシアの貨物                                   | ズヴェズダ 後方側                              | 2023年8月25日                                  | 2024年2月13日（第70次長期滞在）                |
| スペースX Crew-7 エンデュランス                | 第69/70次長期滞在の米国側クルー                | ハーモニー 天頂側                              | 2023年8月27日                                  | ドッキング中                                   |
| ソユーズ MS-24/70S                             | 第69/70次長期滞在のロシア側クルー              | MRM1 天底側                                    | 2023年9月15日                                  | ドッキング中                                   |